# Eluhtum

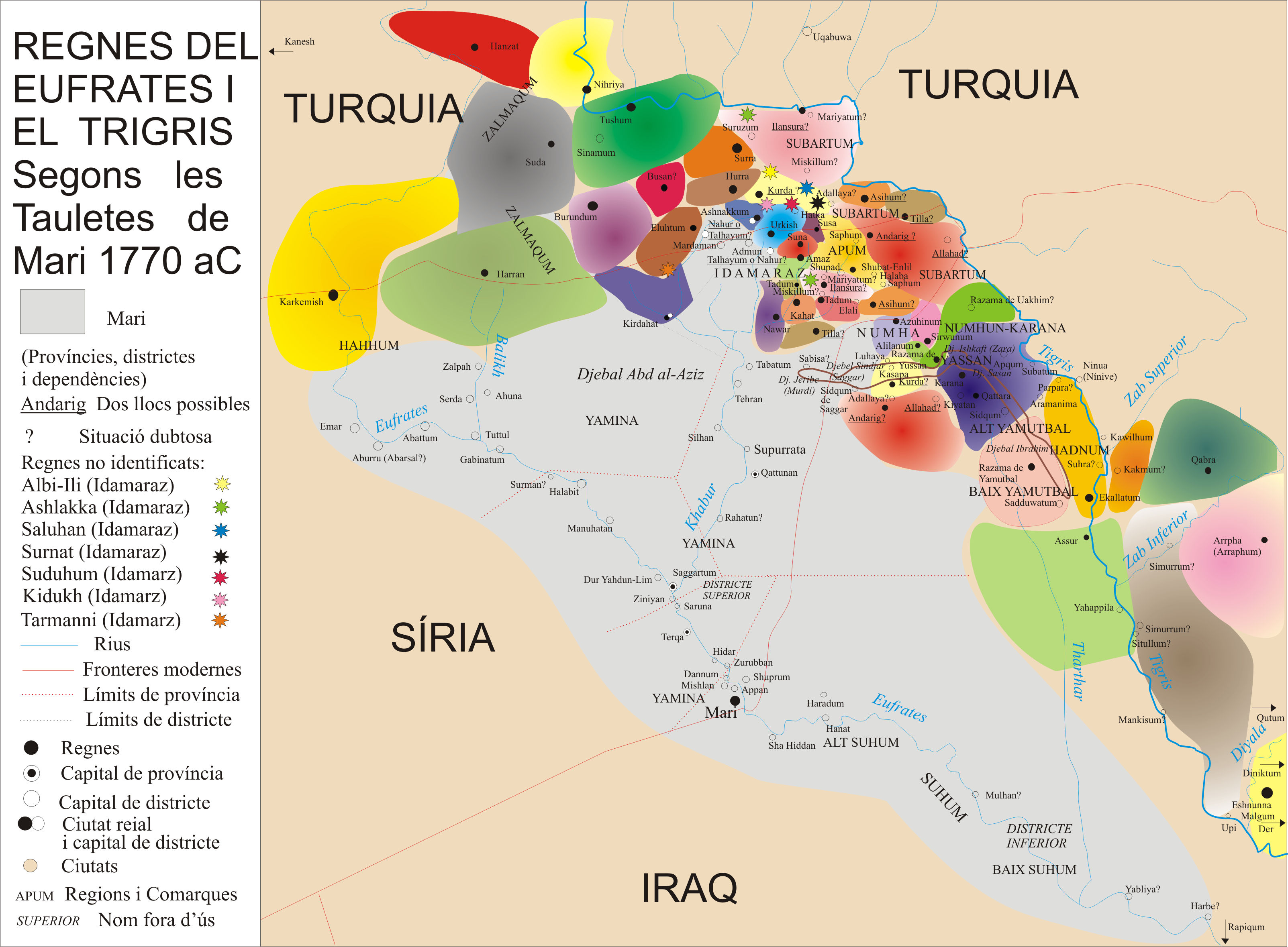
Mapa

Eluhtum fou una ciutat estat de Mesopotàmia situada al lloc de la moderna Mardin. Els seus habitants són esmentats a les tauletes de Mari com eluhteus.
La seva història no és coneguda més que algun episodi al segle xviii aC quan se l'esmenta a les tauletes. Llavors estava governada per un rei de nom Shukru-Teshub (Šukru-Tešub) del qual se sap que va disputar el domini sobre el regne d'Amaz amb el general (després rei) Himdiya, fill d'Atamrum d'Allahad i Andarig.